# Canyelles, l'Almadrava i Santa Rosa de Puig-rom
Canyelles, l'Almadrava i Santa Rosa de Puig-rom és una entitat de població del municipi de Roses a la comarca de l'Alt Empordà, que està format per aquestes tres urbanitzacions, Canyelles i l'Almadrava a les platges del mateix nom i Santa Rosa de Puig-rom a la muntanya que tanca la badia de Roses. En el cens de 2006 tenia 1061 habitants.